# 로쿠고 마사타다
로쿠고 마사타다(일본어: 六郷政殷, 1828년 ~ 1861년 4월 23일)는 일본 에도 시대의 다이묘로, 데와노쿠니 혼조 번의 10대 번주이다. 어릴적 이름은 가노스케(佳之助)이며, 다른 이름으로는 마사카즈(政和)가 있다. 관위는 종5위하, 이가노카미, 사도노카미, 지쿠젠노카미이다.
분세이 11년(1828년), 혼조 번의 9대 번주 로쿠고 마사쓰네의 둘째 아들로 태어났다. 분세이 13년(1830년) 2월, 분가인 로쿠고 몬도 가(六郷主水家)의 양자로 들어갔으나, 덴포 10년(1839년)에 본가의 후계자였던 형이 일찍 사망함에 따라, 본가로 돌아와 세자가 되었다. 고카 5년(1848년) 2월 22일에, 아버지가 은거함에 따라 번주직을 계승하였다. 그러나 가에이 4년(1851년) 3월 13일, 조카마치에 큰 화재가 일어나 구제 활동에 힘쓰는 등, 번 재정은 어려운 상황에 놓였다.
분큐 원년(1861년) 3월 14일, 34세로 사망하였다. 맏아들 마사카네가 그 뒤를 이었다.
| 전임 로쿠고 마사쓰네 | 제10대 혼조 번 번주 1848년 ~ 1861년 | 후임 로쿠고 마사카네 |